# Barrage de Madra
Pour les articles homonymes, voir Madra.
Le barrage de Madra est un barrage en Turquie.

## Sources
- (tr) « Madra Barajı », sur Agence gouvernementale turque des travaux hydrauliques (DSİ)